# Tàngara andina llagrimosa
La tàngara andina llagrimosa Anisognathus lacrymosus és una espècie d'ocell de la família dels tràupids (Thraupidae). Habita boscos, matolls i bambús de les muntanyes de Colòmbia, nord-oest de Veneçuela, est de l'Equador i del Perú.